# Édouard Commette
Édouard Commette (* 12. April 1883 in Lyon; † 21. April 1967) war ein französischer Organist und Komponist und der wichtigste Vertreter der Lyoner Orgelschule, aus der Organisten wie Daniel Fleuret, Marcel Paponaud, Marcel Pehú, Adrien Rougier und Léon Reuchsel hervorgingen.

## Leben
Commette studierte am Konservatorium von Lyon bei Valentin Neuville und hatte weiteren Unterricht bei Charles-Marie Widor. Nach dem Abschluss mit einem Ersten Preis wurde er 1900 Organist an der Église du Bon-Pasteur seiner Heimatstadt. 1904 hatte er sechs Monate die Organistenstelle an der Kirche Saint-Polycarpe inne. Danach war er bis 1963 Titularorganist an der großen Orgel der Kathedrale Saint-Jean. Das 1841 von der Manufaktur Daublaine-Callinet erbaute Instrument wurde 1875 von der Werkstatt Joseph Merklins umgebaut und 1936 von Michel, Merklin et Kuhn weiter verbessert.
Bekannt wurde Commette vor allem als Interpret der Orgelwerke Johann Sebastian Bachs, aber auch anderer Komponisten wie César Franck, Louis-Nicolas Clérambault, Georg Friedrich Händel, Charles-Marie Widor, Louis Vierne, Eugène Gigout und Marie-Louise Boëllmann-Gigout, Gabriel Pierné und Felix Mendelssohn Bartholdy. 1927 entstanden in der Kathedrale von Lyon seine ersten Plattenaufnahmen mit Orgelwerken von Johann Sebastian Bach. Commette trat auch als Komponist hervor und arrangierte Kompositionen wie den Festmarsch aus dem Tannhäuser von Richard Wagner, den Hochzeitsmarsch von Mendelssohn und die Berceuse von Gabriel Fauré für die Orgel.
Daneben unterrichtete Commette Orgel am Konservatorium von Lyon. Zu seinen Schülern zählten Pierre-Octave Ferroud, Adrien Rougier, Jean Costa und Joseph Reveyron, der sein Nachfolger an der Kathedrale von Lyon wurde. 1934 wurde er Nachfolger von Georges Martin Witkowski als Mitglied der Académie des sciences, belles-lettres et arts de Lyon. 1964 wurde er mit einem Orden der Ehrenlegion ausgezeichnet.

## Kompositionen
- Six pièces pour grand orgue: Offertoire sur des noëls, Fughetta, Allegretto, Adoration, Aspiration religieuse, Scherzo (1914)
- 14 Pièces brèves pour orgue (1926)
- 12 Pièces pour grand orgue, zwei Bände (1935–36):
  - Band 1: Prélude, Campanile, Versets, Cantilène, Intermezzo, Absoute
  - Band 2: Pastorale, Sur le lac, Toccata, Rêverie, Menuet gracieux, Marche solennelle
- Deux méditations pour orgue (1947)